# Левицький Петро (художник)
Петро Леви́цький (нар. кінець XVIII століття — пом. після 1826) — український живописець-портретист першої чверті XIX століття. З 1818 року жив і працював у Полтаві.

## Творчість
Автор портретів:

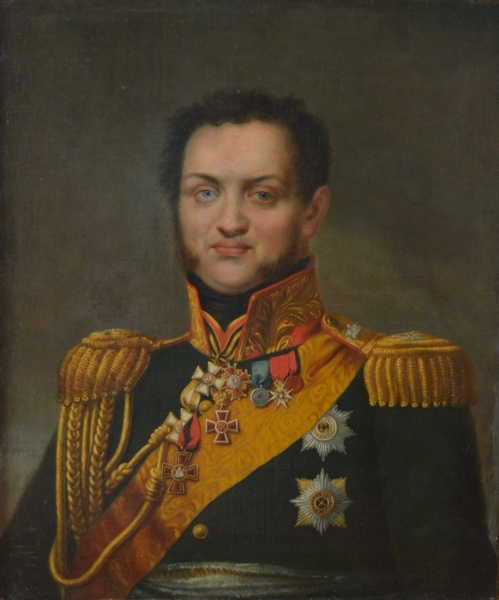
портрет Миколи Григоровича Рєпніна-Волконського.

- Павла Павловича Білецького-Носенка (1815);
- Олександра Олександровича Стахієва (1818);
- М. О. Грибовського (1818);
- Миколи Григоровича Рєпніна-Волконського (1820; Лебединський міський художній музей імені Б. К. Руднєва[1]);
- Григорія Петровича Митусова (1826).